# Faltonia Betitia Proba
Faltonia Betitia Proba (Etruria, ca. 322 - ca. 370) fue una poeta cristiana del siglo IV. 

## Biografía
El nombre de Faltonia es dudoso; en todos los textos lo único que aparece como común es la denominación de Proba; se la ha denominado también Flatonia Veccia, Faltonia Anicia, Valeria Faltonia Proba y Proba Valeria; incluso algunos han sostenido que no nació en Etruria, sino en Roma, en Orte y otras ciudades. Parece que era la noble Anicia Faltonia Proba, esposa de Hermogeniano Olibrio (Hermogenianus Olybrius, en latín),[cita requerida] que es citado en los Fastos como colega de Ausonio en el consulado del año 337, la madre de los cónsules Olibrio y Probino, o, según Procopio, la señora que abrió Roma a las godos de Alarico I. San Isidoro la llama "Proba uxor Adelfii Proconsulis", y en otro lugar "Proba uxor Adolphi mater Olibrii et Aliepii cum Constantii bellum adversus Magnentium conscripsisset, conscripsit et hunc librum".

## Obra
De ella sólo se conoce un centón en hexámetros, el Cento Virgilianus de laudibus Christi, dirigido al emperador Honorio supuestamente en 393, una epopeya sobre hechos del Antiguo y del Nuevo Testamento realizada enteramente con versos, pasajes y textos de Virgilio apenas retocados. Aunque San Jerónimo y algunos papas condenaron la obra, fue muy popular en la Alta Edad Media. Se le atribuye además el Homerocentones, que en realidad fue hecho por Eudoxia. Su epopeya fue impresa por vez primera en Venecia, (1472) con Ausonio, y luego por Kromayer (Magdeburgo, 1719) y Wolf, 1724.